# Драган Здравковић (сликар)
Драган Здравковић (Београд, 1969) српски је сликар и професор на Факултету примењених уметности у Београду.

## Биографија
Драган Здравковић је дипломирао (1994) и магистрирао (1999) на Факултету ликовних уметности у Београду. Докторирао је 2018. на Факултету савремених уметности у Београду у класи професора Владимира Величковића. Од 200-2014 радио је као редовни професор на Факултету ликовних уметности у Београду. Од 2014. године предаје на Факултету примењених уметности у Београду као професор цртежа и сликања.
2011. добио је стипендију за уметнички истраживачки програм у Немачкој (Лајпциг). Предавао је на SACI (Studio Art Centers International, Њујорк/Фиренца) као гостујући професор (2004). 2017. имао је студијски је бораваио у Швајцарској (Берн) у оквиру програма PROGR/Bern за међународни културни дијалог.

## Самосталне изложбе
- Трансперсонална поља, Музеј Цептер, Београд  (16. мај 2024. – 8. септембар 2024.);
- Double Moon, Галерија Брандструп, Осло (12. јануар 2023. – 4. фебруар 2023.);

- The Showroom, Биоскоп Балкан – простор за савремену уметност, Београд (2022);

- Емил Сфера, Јелена Меркур, Драган Здравковић, Галерија Културног центра Ковин (2022);

- „2-Б“ Драган Здравковић и Петер Ершман (Peter Aerschmann), Амбасада Швајцарске, Швајцарска резиденција, Београд (28. новембар 2019. – 18. децембар . 2019.);

- HOMO INTERIOR, Италијански институт за културу (Istituto Italiano di Cultura – Belgrado), Београд (31. октобар 2018. – 30. новембар 2018);
- Операција незамисливо: Енклава, Галерија Дрина, Београд (децембар 2017 – јануар 2018);

- ЕНКЛАВИА – Сликарство, последица оваквог живота, 57. Венецијански бијенале, Павиљон Републике Србије, Венеција, Италија; (11. мај 2017. – 26. новембар 2017.);

- РЕЖИМ ХИБЕРНАЦИЈЕ, Салон Музеја савремене уметности, Београд (2016);

- РЕЖИМ ХИБЕРНАЦИЈЕ, Галерија савремене уметности, Панчево (2016);

- ДУПЛЕКС #4 – Драган Здравковић и Албан Хајдинај, Центар за културу „Пароброд” општине Стари Град, Београд (2013);

- Global Print, Lamego & Douro Museum, Пезу да Регуа, Португалија (2013);

- Metaphysical Pop Art – An Option on Contemporary Art, White8 GALLERY, Беч, Аустрија (2013);

- Neon Lights, White8 SHOWROOMS, Филах, Аустрија (2013);

- Summer Presentation in The White8, White8 SHOWROOMS, Филах, Аустрија (2013);

- ART.FAIR, White8 GALLERY, Келн, Немачка (2012);

- Слике,  Галерија Културног центра, Нови Сад (2011);
- Слике,  LIA – Leipzig International Art Programme /Gallery Tour/, Spinnerei, Лајпциг, Немачка (2011);

- Easy Like Sunday Morning, Art Gallery Leipzig, Лајпциг, Немачка (2011);

- LIA – Summer Exhibition, Spinnerei, Лајпциг, Немачка (2011);

- Слике, Галерија УЛУС, Београд (2009);

- Неједнакост, Галерија савремене уметности, Панчево (2008);

- Spazio per l’arte 2, Галерија O3ONE, Београд (2007);

- Газдинство, Галерија 73, Београд (2006);
- Spazio per l’arte, Галерија O3ONE, Београд (2005);
- Цртежи, Градска Галерија, Параћин (2004);
- Слике, Галерија Народног музеја, Врање (2003);
- Процес реновирања, Галерија културног центра, Београд (2003);

- Paintings (Pitture), Gallery ARTeUTILe, Трапани, Италија (2002);

- ART-BOX, фотографија и дигитална уметност у простору, Калемегданска тврђава, Београд (2002);

- Дух, Галерија НУБС, Београд (1997);

- Слике и цртежи, Културни центар, Београд (1994).

## Групне изложбе
- Моћ ствари, Музеј града Београда, Београд (12. јул 2023. – 30. јул 2023.);
- 48. Милешевски ликовни сусрети, Галерија Културног центра Пријепоље (2022);
- 36. октобарски салон, Галерија Културног центра Ковин (2022);
- Нове аквизиције, Галерија Народног музеја, Врање (2022);
- Рефлексије нашег времена: Аквизиције Музеја савремене уметности 1993-2019, Београд (јун 2020. – децембар 2020.);
- ОСТАЈЕМ ОВДЕ СА ВАМА, Биоскоп Балкан – Простор за савремену уметност и културу, Београд (10. октобар 2019. – 10. новембар 2019.);
- Шћепановић/Здравковић/Грубанов/Перић, Продајна Галерија Београд (3. мај 2019. – 20. мај 2019.);[5]
- OUVERTURE, Altro Mondo Creative Space, Манила, Филипини (23. фебруар 2019. – 23. март 2019.);
- Годишња изложба Факултета савремене уметности, Галерија Витамин Х, Београд (2019);
- Јесењи салон УЛУС, Павиљон Цвијета Зузорић, Београд (1. новембар 2018. – 19. новембар 2018.);
- ФПУ – 70 година Факултета примењених уметности, Музеј града Београда, Београд (2018);
- Јесења изложба УЛУС, Павиљон Цвијета Зузорић, Београд (2017);
- ЕКВИЛИБРИУМ / Нова уметност као доказни материјал данашњице, Удружење Blanc/Blank, Лука Београд, Београд (2017);
- Међународно тријенале проширених уметничких медија, Уметнички павиљон Цвијета Зузорић, Београд (15. децембар 2016. – 15. јануар 2017.);
- Као да сутра нема, Галерија савремене уметности ДРИНА, Београд (2016);
- 5. бијенале, Галерија Народног музеја, Врање (2015);
- БЛИЗУ и ДАЛЕКО 1914-1918, Догађаји / Историја / Сећање, МУЗЕЈ МАЦУРА, Нови Бановци, Београд (2015);
- Пејзажи, Сежана, Словенија (2013);
- Ноћ отвореног студија, Галерија Еуроцентар, Београд (2012);
- Слике,  Art Space Connex, Лајпциг, Немачка (2012);
- Exposição/Espólio, Galerie Árvore, Порто, Португалија (2006);
- Exposição/Espólio, Bienal Internacional de Gravura do Douro (Alijó) – Salão Nobre da Casa do Douro, Алихо, Португалија (2006);
- Exposição/Espólio , Museum of Vila Real, Вила Реал, Португалија (2006);
- New Age Matches, Studio Art Centers International, Фиренца, Италија (2005);
- Etchings, 3 rd International Engraving Biennia, Доуро, Португалија (2005);
- 30+ Ultimate Transforming Lift Art, Галерија Међународног културног центра YUBIN, Београд (2005);
- Изложба слика групе "Мозаик", Галерија клуба дипломата, Београд (2005);
- Etchings, 2a Bienal International de Gravura – Douro, Алихо, Португалија (2003);
- Српско сликарство у свету интрнет комуникација, Павиљон Цвијета Зузорић, Београд (2002);
- Слике и цртежи, Галерија културног центра, Београд (2002);
- Слике и цртежи, Канадска амбасада, Београд (2001);
- Слике, Галерија Грчко-Српског друштва, Београд (1999);
- IV Бијенале цртежа и скулптура, Павиљон Цвијета Зузорић, Београд (1999);
- Портрет у времену, Галерија НУБС, Београд (1997);
- Слике, Градски музеј, Младеновац (1996);
- Уметност за четири руке, Галерија културног центра, Београд (1996);
- Нови чланови УЛУС-а, Павиљон Цвијета Зузорић, Београд (1996);
- Лет, Народни музеј, Ваљево (1995).

## Уметничко дело
У каталогу изложбе „Трансперсонална поља” Драгана Здравковића, историчарка уметности Данијела Пурешевић написала је:

„Своју визију света Драган Здравковић емитује из замишљене будућности/паралелног универзума, где, по свему судећи, људска врста неће имати приступ. За разлику од бројних сликара чије постапокалиптичне визије доносе сцене пустоши, рушевина и згаришта, његова нуди сређен и углачан, свет високог сјаја, из епохе која ће наступити након/мимо постисторије, постхуманизма и трансхуманизма, у просторима ослобођеним људског присуства. Такве призоре читамо као могуће матрице реконструкције сценографије давнашњег живота на Плавој планети, чији су претпостављени творци придошлице из космичких даљина или вештачка интелигенција, која ће, можда, имати приступ постапокалиптичним пејсажима Земље, или су то, пак, визије властитог ескапистичког уточишта које је сликар изградио након изласка из претходне (ликовне) етапе хибернације. Било како било, Здравковић савременицима нуди сугестивну, упозоравајућу дистопију”.